# Sandie Lindsay, 1. Baron Lindsay of Birker
Alexander Dunlop „Sandie“ Lindsay, 1. Baron Lindsay of Birker CBE (* 14. Mai 1879 in Glasgow; † 18. März 1952 in Keele) war ein schottisch-britischer Philosoph und Adliger.

## Leben und Tätigkeit

### Herkunft und früher Werdegang
Lindsay war ein Sohn des Rev. Thomas Martin Lindsay (1845–1914), Priester der Free Church of Scotland und Rektor des United Free College in Glasgow, aus dessen Ehe mit Anna Colquhoun-Stirling-Murray-Dunlop (1845–1903), Tochter des Unterhausabgeordneten Alexander Charles Colquhoun-Stirling-Murray-Dunlop (1798–1870).
Lindsay wurde von 1887 an der Glasgow Academy ausgebildet. Anschließend studierte er an der University of Glasgow, wo er 1899 einen Master-Abschluss im Fach Classics (antike Klassiker) erwarb. Danach wechselte er an das University College der University of Oxford. Zwischendurch verbrachte er von 1900 bis 1901 einige Semester in Tübingen und Leipzig.
1903 gewann Lindsay eine Fellowship für Moralphilosophie (Moral Philosophy) an der University of Edinburgh. Von 1904 bis 1906 unterrichtete er als Assistenzdozent (Assistant Lecturer) an der Victoria University of Manchester, bevor er 1906 als Dozent (Fellow und Tutor) für Philosophie an das Balliol College in Oxford wechselte.
Anlässlich des Ersten Weltkriegs verfasste er Beiträge zur Pamphletreihe „Warum wir im Krieg sind“ (Why we are at War), in der er die Wichtigkeit der Einhaltung des Völkerrechts betonte. Er meldete sich freiwillig als Offizier in der British Army und diente in Frankreich. Er wurde zweimal mentioned in dispatches und erreichte den Rang eines Lieutenant-Colonel. 1919 wurde er als Commander des Order of the British Empire (CBE) ausgezeichnet.

### Zwischenkriegsjahre
Ab 1922 unterrichtete Lindsay als Professor of Moral Philosophy an der University of Glasgow. 1924 übernahm er die Funktion eines master am Balliol College der University of Oxford, die er bis 1949 innehaben sollte. Er war damals das erste Mitglied der Labour Party – die er in Bildungsfragen beriet –, das die Leitung eines Colleges an der University of Oxford übertragen bekam, was damals eine sehr umstrittene Personalentscheidung war. In dieser Funktion hatte Lindsay großen Einfluss auf seine Studenten, u. a. auf den späteren Premierminister Edward Heath.
Als Master des Balliol College wird Lindsay als Bewahrer des antiautoritären und kritischen Geistes dieser Institution bewertet: So untersagte er seinen Studenten während des Generalstreiks von 1926, sich als Streikbrecher zu betätigen, und fungierte zu Beginn der 1930er Jahre als Gastgeber Gandhis – der damals in Großbritannien noch äußerst umstritten war – während seines Aufenthaltes in Oxford. Von 1924 bis 1925 amtierte Lindsay zugleich Präsident der Aristotelian Society.
Von 1935 bis 1938 amtierte Lindsay als Vizekanzler der University of Oxford. Unter seiner Ägide wurde die Universität mit Hilfe von umfangreichen Spenden von Lord Nuffield um ein Labor für physikalische Chemie und um ein College für Doktoranden der Sozialwissenschaften, das später den Namen Nuffield College erhielt, erweitert.
Anlässlich einer Nachwahl im Wahlkreis Oxford im Herbst 1938 kandidierte Lindsay als parteiloser Kandidat – wobei er sich als „unabhängiger Progressiver“ (Independent Progressive) beschrieb – erfolglos für einen Sitz im House of Commons des britischen Parlaments. Im Wahlkampf, in dem er von der Labour Party, der Liberal Party und einzelnen Konservativen wie Harold Macmillan und Winston Churchill unterstützt wurde, konzentrierte er sich als „Ein-Themen-Kandidat“ darauf seine scharfe Ablehnung des in diesem Jahr abgeschlossenen Münchener Abkommens zwischen der britischen und französischen Regierung einerseits und dem Deutschen Reich andererseits herauszustellen, in dem er einen gefährlichen und verfehlten Versuch der Befriedung eines außenpolitischen Aggressors erblickte. Lindsay unterlag in dieser Nachwahl – die als eine der umkämpftesten Nachwahlen in Großbritannien im 20. Jahrhundert gilt („one of the most contentious by-elections of the century“) – schließlich gegen den konservativen Kandidaten Quintin Hogg.
Ende der 1930er Jahre geriet Lindsay als prominenter Unterstützer der antinazistischen Volksfront-Bewegung ins Visier der nationalsozialistischen Polizeiorgane, die ihn schließlich als wichtige Zielperson einstuften: Im Frühjahr 1940 setzte das Reichssicherheitshauptamt in Berlin ihn auf die Sonderfahndungsliste G.B., ein Verzeichnis von Personen, die im Falle einer erfolgreichen deutschen Invasion Großbritanniens durch die Sonderkommandos der SS-Einsatzgruppen mit besonderer Priorität ausfindig gemacht und verhaftet werden sollten.

### Nachkriegszeit
Am 13. November 1945 wurde Lindsay als Baron Lindsay of Birker, of Low Ground in the County of Cumberland, zum erblichen Peer erhoben. Er wurde dadurch auf Lebenszeit Mitglied des House of Lords. Bei seinem Tod ging sein Adelstitel auf seinen ältesten Sohn Michael über.
1948 wurde Lindsay mit dem Posten des Vorsitzenden (Chairman) der offiziellen Britischen Kommission zur Reformierung der Universitäten in der britischen Besatzungszone Deutschlands betraut.
1949 wurde Lindsay von der University of Oxford pensioniert. Als Unterstützer der Erwachsenenbildung übernahm er als Pensionär den Posten eines Direktors (Principal) des University College of North Staffordshire (heute bekannt als Keele University).

## Ehe und Nachkommen
1907 heiratete Lindsay Erica Violet Storr (1877–1962), mit der er zwei Söhne und eine Tochter hatte:
- Michael Francis Morris Lindsay, 2. Baron Lindsay of Birker (1909–1994), ⚭ 1941 Hsiao Li (1916–2010);
- Hon. Anna Drusilla Lindsay (* 1911), ⚭ 1937 Sir Ian Dixon Scott (1909–2002), britischer Diplomat;
- Hon. Thomas Martin Lindsay (1915–1995), ⚭ (1) 1939–1950 Denise Theresa Vaughan, ⚭ (2) 1950–1960 Felicitas Lange, ⚭ (3) 1961  EricaThirkell-Cooper.

## Schriften
- The Philosophy of Bergson, 1911.
- The Philosophy of Immanuel Kant, 1911. (Nachdrucke 1919, 2016)
- Oxford Pamphlets, 1914.
- The Essentials of Democracy, 1929.
- The Balsam Firs of Western Australia, 1932.
- Christianity and Economics, 1933.
- Kant, 1934.
- Toleration and Democracy, 1942.
- The Modern Democratic State, Bd. 1, 1943.
- Religion, Science and Society in the Modern World, 1943.
- The Good and the Clever, 1945.
- The Essentials of Democracy, 1951.
- A New Theory of Vision. And Other Writings, 1954.
- A.D. Lindsay, 1879–1952 – Selected Addresses, 1957. (Zusammenstellung von Reden Lindsays durch anonyme Beiträger für die Studenten des University College in Keele)